# Serment de neutralité et de fidélité au roi d’Angleterre
Un serment de neutralité et de fidélité est un serment par lequel un sujet ou un citoyen reconnaît son devoir d'allégeance et jure fidélité à son nouveau  monarque après une guerre ou un cessez-le-feu. 

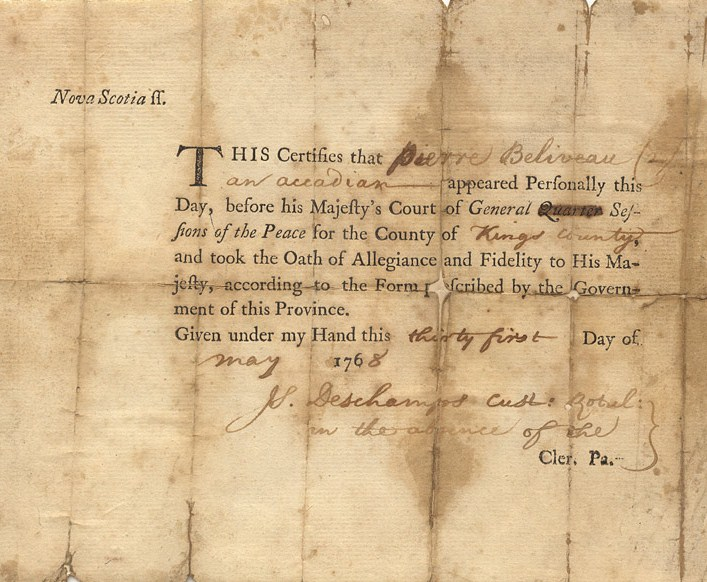
Un serment d'allégeance, signé par Pierre Belliveau en Nouvelle-Écosse en 1768.

## Nouvelle-France 1759
Après la capitulation de Québec le 18 septembre 1759 les 11 demandes formulées par le représentant français Jean-Baptiste Nicolas Roch de Ramezay sont acceptées par les autorités militaires britanniques : les honneurs de la guerre, la protection des civils et de leurs propriétés, le libre exercice de la religion catholique romaine, le droit de conserver la langue française, etc, sont accordés.

## Céremonie de désarmement des miliciens
Durant l'automne; des groupes de militaires anglais parcourent, entre le 30 novembre et le 25 décembre, les paroisses de la Côte-du-Sud pour désarmer les habitants et leur faire prononcer le serment de neutralité. Les capitaines de milices de chaque paroisses avaient été assermentés comme porte-paroles pour faire le lien entre les autorités anglaises et les habitants. La cérémonie se déroulaient au centre du village, les officiers anglais passaient en revue chaque corps de miliciens puis les bataillons déposaient leurs armes;  le capitaine de milice, le curé, tous les habitants et leurs familles étaient présents et levaient la main droite. À Saint-francois ; les hommes ont rendu leurs armes et prêté le serment :
« Je promet et je jure devant Dieu solennellement que je serai fidèle à sa Majesté britannique le roi Georges second, que je ne porterai point les armes contre lui et que je ne donnerai aucun avertissement à ses ennemis qui puisse en aucune manière nuire ».

## 1760
Au printemps, après l'arrivée des renforts de la Royal Navy qui atteint Québec le 12 mai, Murray, renforcées par des nouvelles troupes part le 14 juillet 1760 pour remonter le fleuve à partir de Québec vers Montréal accompagnés de 2 groupes d’infanteries; un sur la rive sud du fleuve, commandé par le lieutenant-colonel William Howe et un groupe sur la rive nord commandé par le lieutenant-colonel Ralph Burton afin de désarmer le reste des miliciens sur les 2 rives du Fleuve Saint-Laurent et obtenir le serment de neutralité. Murray débarque en premier à Saint-Nicolas sur le chemin de Montréal.  Burton fut aussi responsable du désarmement de Trois-Rivières. Après la capitulation de Montréal le 8 septembre 1760, des troupes anglaises parcoururent les paroisses environnantes pour compléter le désarmement.